# Joni Ernst
Joni Kay Ernst, född 1 juli 1970 i Red Oak i Iowa, är en amerikansk republikansk politiker. Hon representerar delstaten Iowa i USA:s senat sedan 2015.
Ernst besegrade demokraten Bruce Braley i mellanårsvalet i USA 2014.
Ernst är den första kvinnan att representera Iowa i USA:s kongress och den första kvinnliga veteranen i USA:s senat.
Ernst kandiderar för omval år 2020. Hon kommer att möta demokraten Theresa Greenfield i senatsvalet i november 2020.
I en intervju med Time Magazine berättade Ernst att hon utsatts för sexuella trakasserier under sin militära karriär. Hon förespråkade att sexualbrott inte skulle hanteras av det militära rättsväsendet, utan i civila domstolar.
Joni och Gail har en dotter, Libby. Gail har också två vuxna döttrar från ett tidigare äktenskap.